# Galen till tusen!
Galen till tusen! (franska: La moutarde me monte au nez) är en fransk komedifilm från 1974 i regi av Claude Zidi och i huvudrollen Pierre Richard och Jane Birkin.

## Rollista
- Pierre Richard ... Pierre Durois
- Jane Birkin ... Jackie Logan
- Claude Piéplu ... Dr. Hubert Durois
- Jean Martin ... högskola rektor
- Danielle Minazzoli ... Danielle
- Vittorio Caprioli ... filmregissör
- Julien Guiomar ... Albert Renaudin
- Henri Guybet ... Patrick, Albert Renaudins brorson
- Jean-Marie Proslier ... bilförare
- Clément Harari ... Harry Welsinger
- Bruno Balp ... Grégoire

## Om filmen
- Scenerna där Pierre Durois undervisar på högskola spelades in i Aix-en-Provence.